# Pompejanische Bank (Weimar)

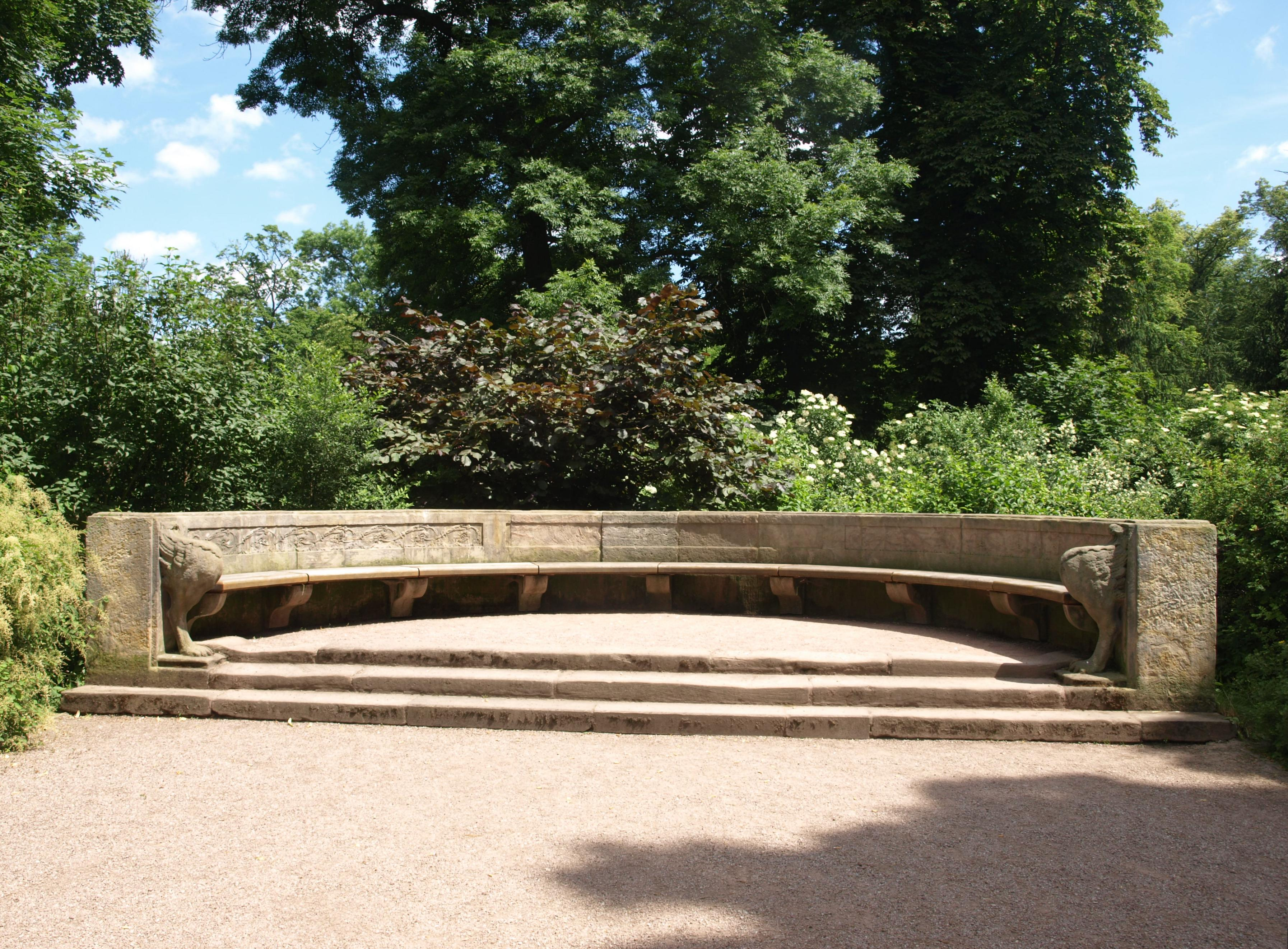
Die Pompejanische Bank im Park an der Ilm

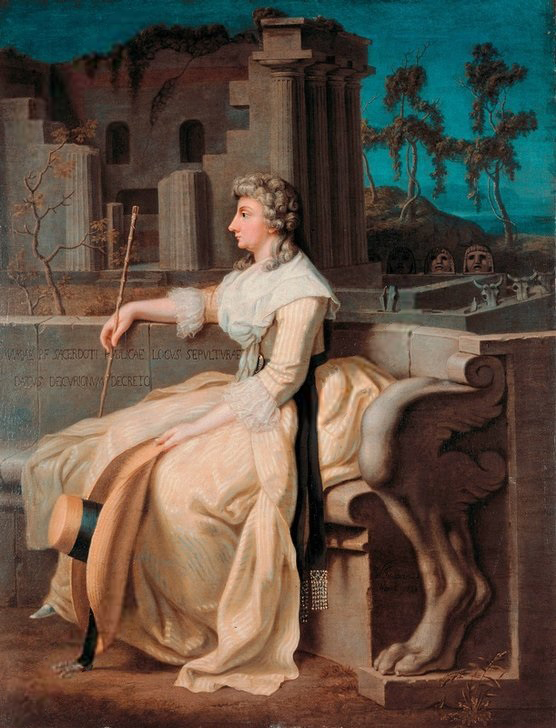
Anna Amalia vor dem Grabmal der Priesterin Mammia in Pompeji

Die Pompejanische Bank ist eine aus Berkaer Buntsandstein  gefertigte Sitzbank im Park an der Ilm in Weimar gegenüber dem Haus der Charlotte von Stein an der Ackerwand. Sie wurde 1799 von einem Mainzer Bildhauer namens Schmidt errichtet, der Entwurf stammt aus dem Jahr 1797 von Johann Friedrich Rudolf Steiner. Die Bank steht seit 1825 am Parkausgang unweit der Herzogin-Anna-Amalia-Bibliothek und erinnert an die Italienreise von 1788 bis 1790 von Herzogin Anna Amalia.
Vom Maler Johann Heinrich Wilhelm Tischbein, dem sogenannten „Goethe-Tischbein“, ist ein Gemälde erhalten, welches die Herzogin in Pompeji auf einer solchen Rundbank (Exedra) vor dem Grabmal der Priesterin Mammia an der Gräberstraße zeigt. Dieses Gemälde befindet sich in der Klassikstiftung Weimar unter der Inventarnummer: KGe/00530. Die Weimarer Bank weist den gleichen ornamentalen Schmuck, wie Löwen-Greifen-Füße als Wangen, die die Bank abschließen, und Arabeskenmotive an den Sitzlehnen, auf wie das antike Original. Sie besitzt jedoch im Unterschied hierzu keine Grabinschrift. In Pompeji gibt es zwei gegenüberliegende Bänke an der Gräberstraße, die so auch von Jakob Philipp Hackert gemalt wurden. Ursprünglich hatte diese Bank als Schmuck auch noch Vasen aus Stein, die jedoch verlorengingen. Selbst die 1999 bzw. 2004 gefertigten Rekonstruktionen sind nicht mehr an der Stelle infolge von Vandalismus.